# Toca da Onça (Nova Friburgo)
Toca da Onça é um povoado rural do distrito de Lumiar, município de Nova Friburgo.
Muito procurado pelos praticantes do trekking e também de outras modalidades do ecoturismo. 
Localiza-se em uma estrada não pavimentada que vai do Encontro dos Rios, na RJ-142 até Rio Bonito.
No caminho de trilhas que vai de Toca da Onça para Quartéis (Aldeia Velha), distrito de Silva Jardim, é possível contemplar uma belíssima vista do litoral da Região dos Lagos e da lagoa de Juturnaíba, deixando para trás uma paisagem cercada por montanhas e mergulhando em seguida no mais puro verde da Mata Atlântica que cobre a vertente atlântica da Serra do Mar.